# Bede Griffiths
Alan Richard Bede Griffiths —también conocido como Swami Dayananda (‘bienaventuranza de la compasión’)— fue un monje y místico benedictino que vivió en áshrams en el sur de India.
Nació en Walton-on-Thames (Inglaterra) el 17 de diciembre de 1906 y falleció en Shantivanam Āshram (Tamil Nadu, India) el 13 de mayo de 1993.
Estudió literatura en la Universidad de Oxford bajo el profesor y apologista del cristianismo C. S. Lewis quien se volvió en un amigo de por vida.
En su autobiografía The Golden String, Griffiths cuenta la historia de su conversión en 1931 al catolicismo mientras era todavía estudiante en Oxford.
En diciembre de 1932 se unió a la Abadía de Prinknash (cerca de Gloucester) un monasterio benedictino, donde en 1940 fue ordenado sacerdote.
Griffiths paso un tiempo en la abadía de Escocia, pero luego de dos décadas de vida en comunidad, se mudó a Kengeri (Bangalore, India) en 1955 con la meta de construir un monasterio allí.
Ese proyecto no logró realizarse, pero en 1958 ayudó a establecer Kurisumala Áshram (Montaña de la Cruz), un monasterio de rito católico griego en Kerala.
En 1968 se trasladó a Shantivanam Áshram (Bosque de la Paz) en Tamil Nadú.
Aunque se mantuvo como monje católico adoptó algunas ideas hinduistas acerca de la vida monástica.
Griffiths escribió doce libros sobre diálogo entre el cristianismo y el hinduismo.
Explicó la doctrina hindú del Vedānta con inspiración en el cristianismo, llamada Sabiduría Cristiana.
Murió en Shantivanam en 1993.

### Del propio Griffiths
- The Golden String: An Autobiography (1954), Templegate Publishers, 1980 edition: ISBN 0-87243-163-0, Medio Media, 2003: ISBN 0-9725627-3-7
- Christ in India: Essays Towards a Hindu-Christian Dialogue (1967), Templegate Publishers, 1984, ISBN 0-87243-134-7
- Return to the Center (1976), Templegate Publishers, 1982, ISBN 0-87243-112-6
- Marriage of East and West: A Sequel to The Golden String, Templegate Publishers, 1982, ISBN 0-87243-105-3
- Cosmic Revelation: The Hindu Way to God, Templegate Publishers, 1983, ISBN 0-87243-119-3
- A New Vision of Reality: Western Science, Eastern Mysticism and Christian Faith, Templegate Publishers, 1990, ISBN 0-87243-180-0
- River of Compassion: A Christian Commentary on the Bhagavad Gita (1987), Element Books, 1995; reprint: ISBN 0-8264-0769-2
- Bede Griffiths, Templegate Publishers, 1993, ISBN 0-87243-199-1
- The New Creation in Christ: Christian Meditation and Community, Templegate Publishers, 1994, ISBN 0-87243-209-2
- (co-editor with Roland R. Ropers), Psalms for Christian Prayer, Harpercollins, 1996, ISBN 0-00-627956-2
- John Swindells (editor), A Human Search: Bede Griffiths Reflects on His Life: An Oral History, Triumph Books, 1997, ISBN 0-89243-935-1 (from 1992 Australian television documentary)
- Bruno Barnhart (editor), One Light: Bede Griffiths' Principle Writings, Templegate Publishers, 2001, ISBN 0-87243-254-8
- Thomas Matus (editor), Bede Griffiths: Essential Writings, Orbis Books, 2004, ISBN 1-57075-200-1

### Acerca de Griffiths
- Spink, Kathryn: A Sense of the Sacred: A Biography of Bede Griffiths. Orbis Books, 1989, ISBN 0-88344-442-9.
- Bruteau, Beatrice (editor): The Other Half of My Soul: Bede Griffiths and the Hindu-Christian Dialogue (ensayos en honor a Griffiths por Matthew Fox, Thomas Keating, Rupert Sheldrake, Thomas Berry, Judson Trapnell, Wayne Teasdale y otros). Quest Books, 1996, ISBN 0-8356-0717-8.
- Rajan, Jesu: Bede's Journey to the Beyond. Bangalore (India): Asian Trading Corporation, 1997, ISBN 81-7086-211-6.
- Trapnell, Judson B.: Bede Griffiths, Nueva York: State University of New York Press, 2001, ISBN 0-7914-4871-1.
- Teasdale, Wayne: Bede Griffiths: An Introduction to His Interspiritual Thought. Skylight Paths Publishing, 2003, ISBN 1-893361-77-2.
- Du Boulay, Shirley: Beyond the Darkness: A Biography of Bede Griffiths. Alresford (RU): O Books, 2003, ISBN 1-903816-16-5.

- Datos: Q813829
- Multimedia: Bede Griffiths / Q813829